# U1 (Hamburgs tunnelbana)
|  | Urban head station |

|  | Unknown BSicon "utSTRa" |

|  | Unknown BSicon "utSTRe" |

|  | Urban stop on track |

|  | Unknown BSicon "utSTRa" |

|  | Urban tunnel stop on track |

|  | Unknown BSicon "utSTRe" |

|  | Urban stop on track |

|  | Urban stop on track |

|  | Urban stop on track |

|  | Unknown BSicon "utSTRa" |

|  | Unknown BSicon "utSTRe" |

|  | Urban stop on track |

|  | Urban stop on track |

|  | Urban stop on track |

|  | Urban stop on track |

|  | Urban station on track |

|  | Urban stop on track |

|  | Urban stop on track |

|  | Urban stop on track |

|  | Urban stop on track |

|  | Urban station on track |

|  | Unknown BSicon "utSTRa" |

|  | Urban tunnel stop on track |

|  | Urban tunnel stop on track |

|  | Urban tunnel station on track |

|  | Urban tunnel station on track |

|  | Unused urban tunnel straight track |

|  | Urban tunnel stop on track |

|  | Urban tunnel stop on track |

|  | Urban tunnel station on track |

|  | Unused urban tunnel straight track |

|  | Urban tunnel stop on track |

|  | Urban tunnel station on track |

|  | Urban tunnel stop on track |

|  | Urban tunnel stop on track |

|  | Urban tunnel station on track |

|  | Urban tunnel stop on track |

|  | Urban tunnel stop on track |

|  | Urban tunnel stop on track |

|  | Unknown BSicon "utSTRe" |

|  | Urban station on track |

|  | Urban stop on track |

|  | Urban stop on track |

|  | Urban stop on track |

|  | Urban stop on track |

|  | Urban stop on track |

|  | Urban stop on track |

|  | Unknown BSicon "uABZgl" | Unknown BSicon "uSTR+r" |

|  | Urban straight track | Urban stop on track |

|  | Urban straight track | Urban stop on track |

|  | Urban straight track | Urban end station |

|  | Urban stop on track |

|  | Urban stop on track |

|  | Urban stop on track |

|  | Urban stop on track |

|  | Urban stop on track |

|  | Urban end station |

|  | Urban head station |

|  | Unknown BSicon "utSTRa" |

|  | Unknown BSicon "utSTRe" |

|  | Urban stop on track |

|  | Unknown BSicon "utSTRa" |

|  | Urban tunnel stop on track |

|  | Unknown BSicon "utSTRe" |

|  | Urban stop on track |

|  | Urban stop on track |

|  | Urban stop on track |

|  | Unknown BSicon "utSTRa" |

|  | Unknown BSicon "utSTRe" |

|  | Urban stop on track |

|  | Urban stop on track |

|  | Urban stop on track |

|  | Urban stop on track |

|  | Urban station on track |

|  | Urban stop on track |

|  | Urban stop on track |

|  | Urban stop on track |

|  | Urban stop on track |

|  | Urban station on track |

|  | Unknown BSicon "utSTRa" |

|  | Urban tunnel stop on track |

|  | Urban tunnel stop on track |

|  | Urban tunnel station on track |

|  | Urban tunnel station on track |

|  | Unused urban tunnel straight track |

|  | Urban tunnel stop on track |

|  | Urban tunnel stop on track |

|  | Urban tunnel station on track |

|  | Unused urban tunnel straight track |

|  | Urban tunnel stop on track |

|  | Urban tunnel station on track |

|  | Urban tunnel stop on track |

|  | Urban tunnel stop on track |

|  | Urban tunnel station on track |

|  | Urban tunnel stop on track |

|  | Urban tunnel stop on track |

|  | Urban tunnel stop on track |

|  | Unknown BSicon "utSTRe" |

|  | Urban station on track |

|  | Urban stop on track |

|  | Urban stop on track |

|  | Urban stop on track |

|  | Urban stop on track |

|  | Urban stop on track |

|  | Urban stop on track |

|  | Unknown BSicon "uABZgl" | Unknown BSicon "uSTR+r" |

|  | Urban straight track | Urban stop on track |

|  | Urban straight track | Urban stop on track |

|  | Urban straight track | Urban end station |

|  | Urban stop on track |

|  | Urban stop on track |

|  | Urban stop on track |

|  | Urban stop on track |

|  | Urban stop on track |

|  | Urban end station |

Linje U1 är en tunnelbanelinje som tillhör Hamburgs tunnelbana. Med sina 55,8 km är den Hamburgs längsta linje och går till stora delar utomhus utanför stadens centrala delar. I centrala staden går linje U1 under jord. U1 har sammanlagt 47 stationer. Linjen öppnade 1914 från den ursprungliga stationen Kellinghusenstrasse från 1912 som fanns på linje U3. Nätet har utökats under olika årtionden och den senaste delen, fram till Norderstedt Mitte, invigdes 1996.

## Bilder

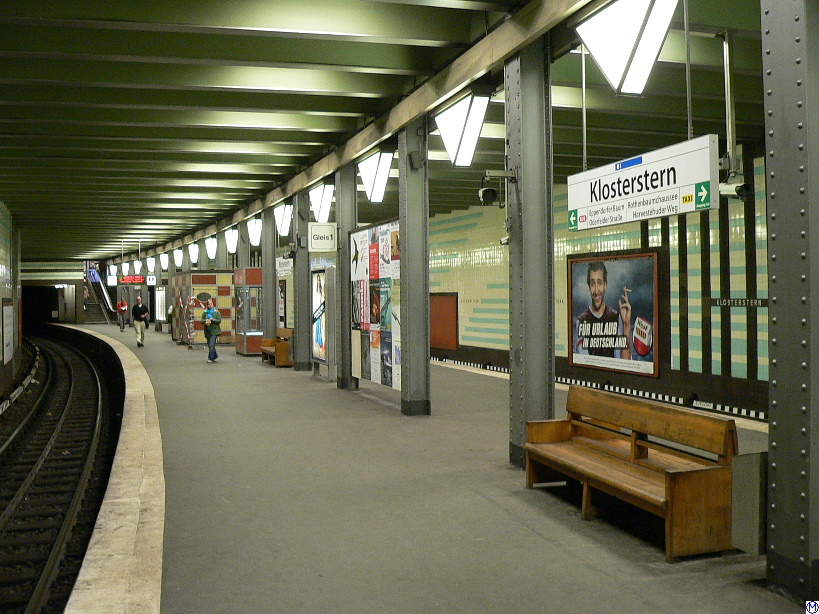
Klosterstern
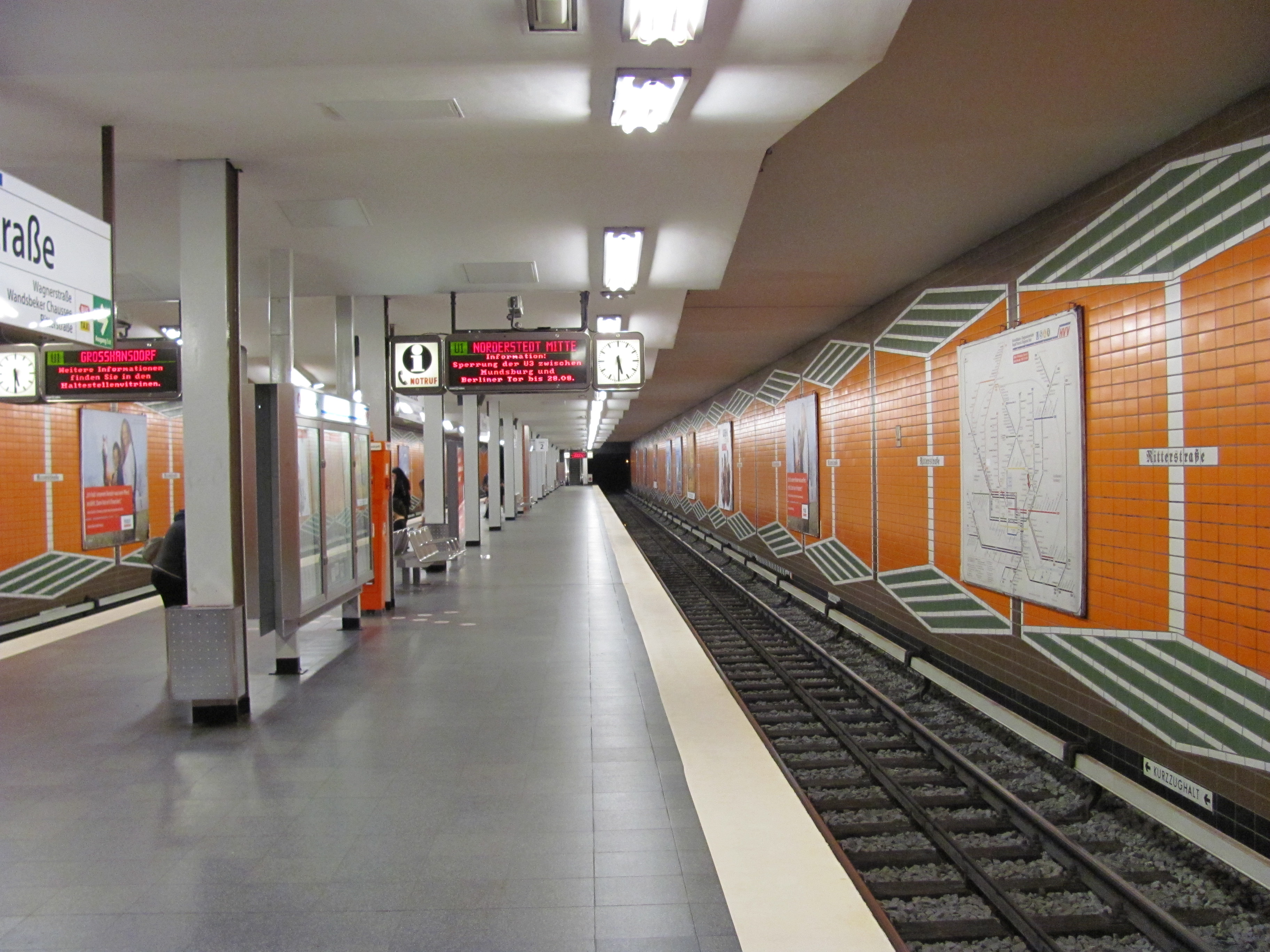
Ritterstrasse
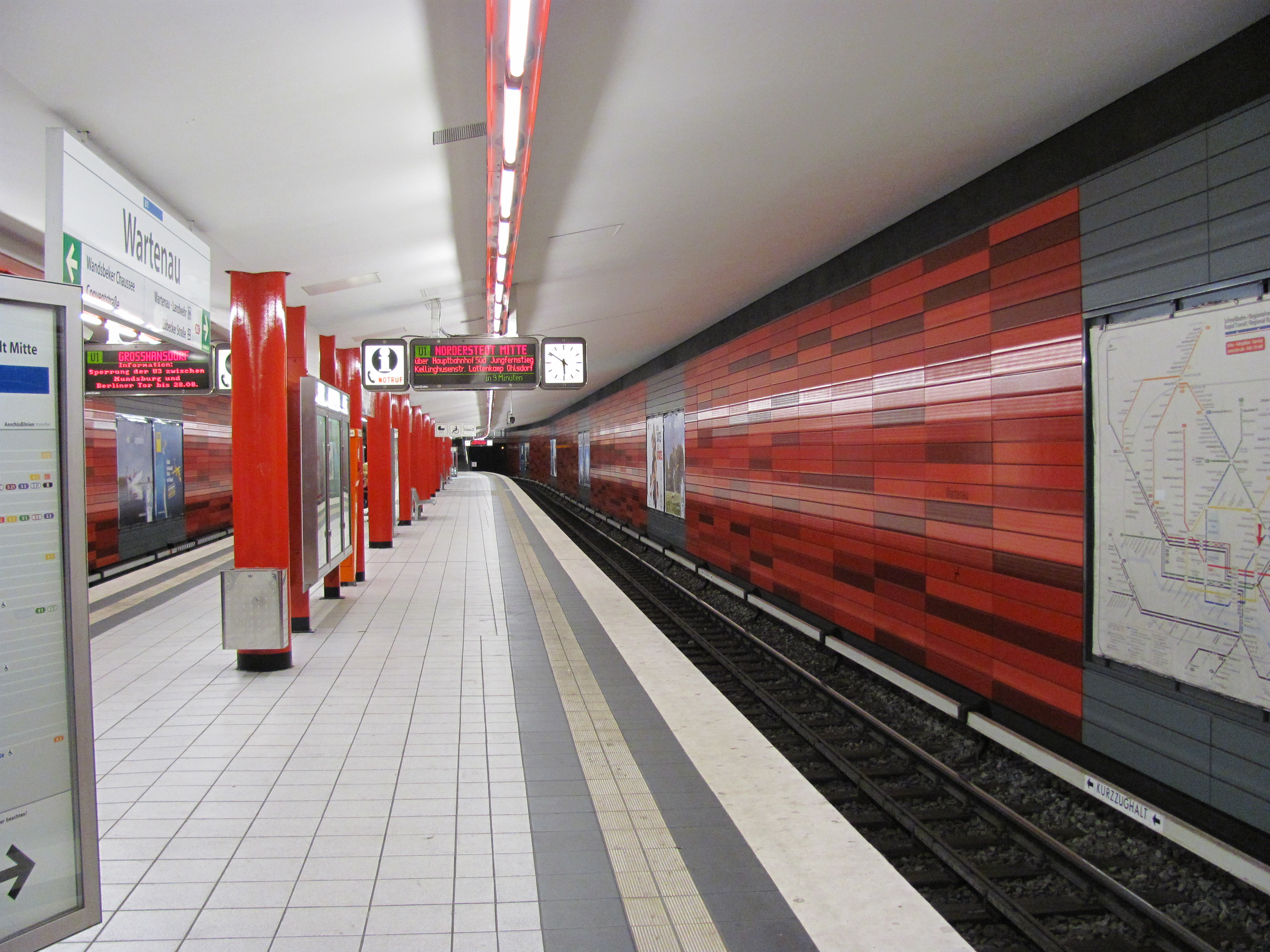
Wartenau
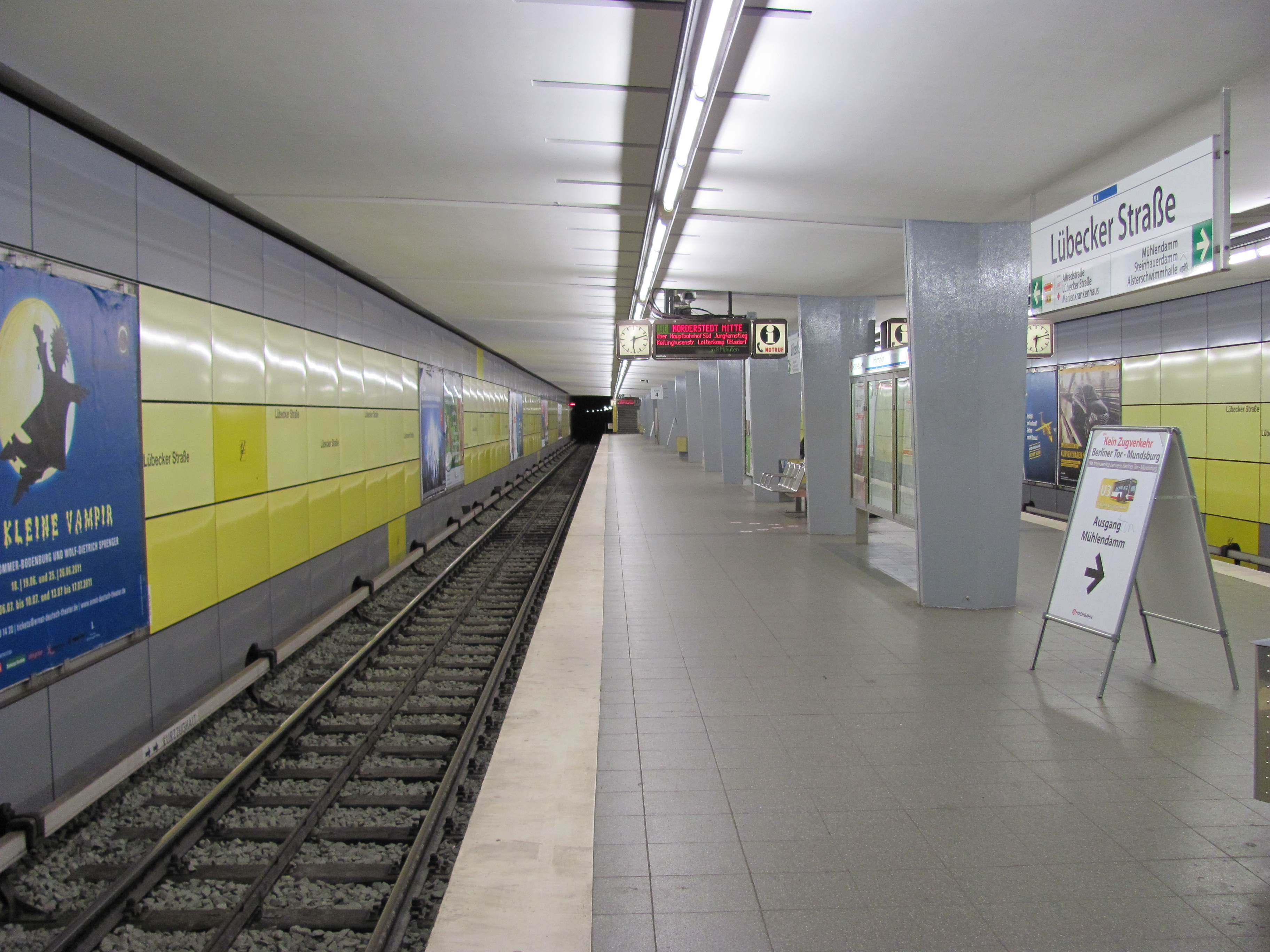
Lübecker Strasse
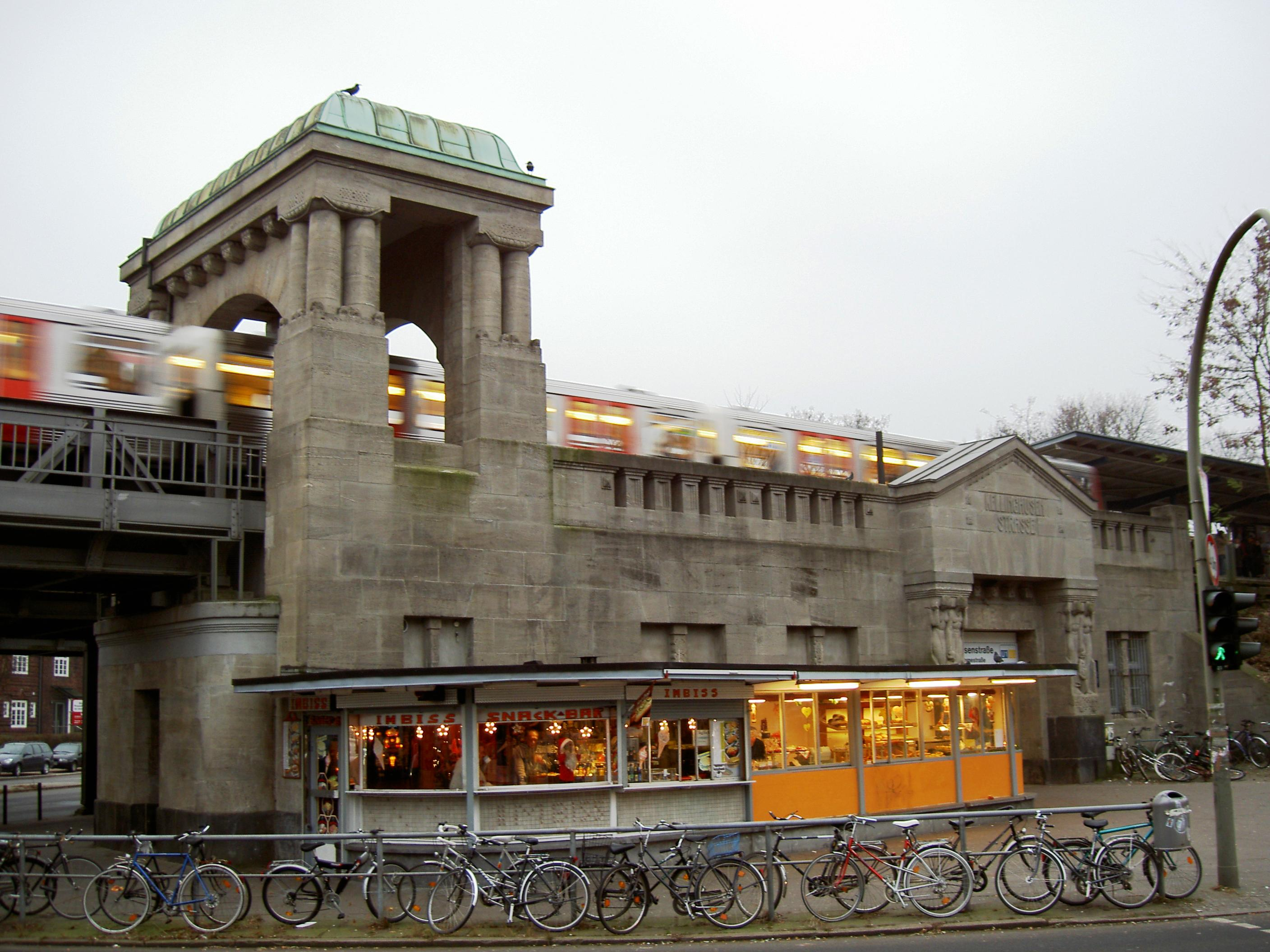
Kellinghusenstrasse
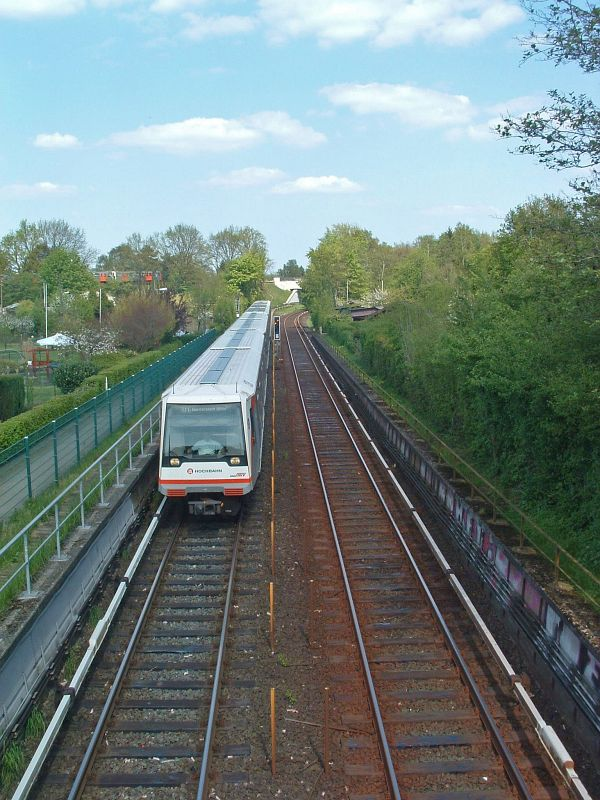
Linje U1
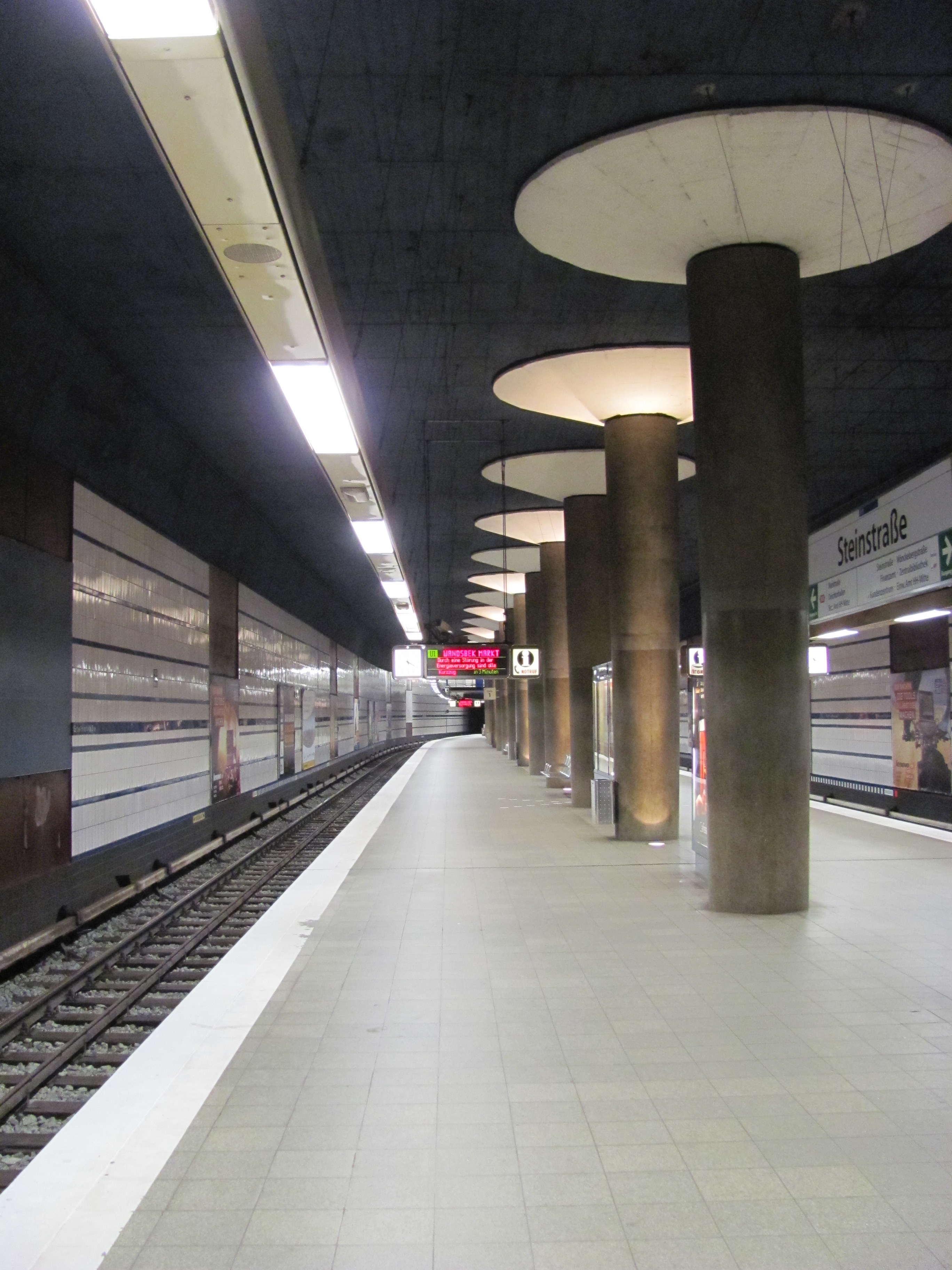
Steinstrasse
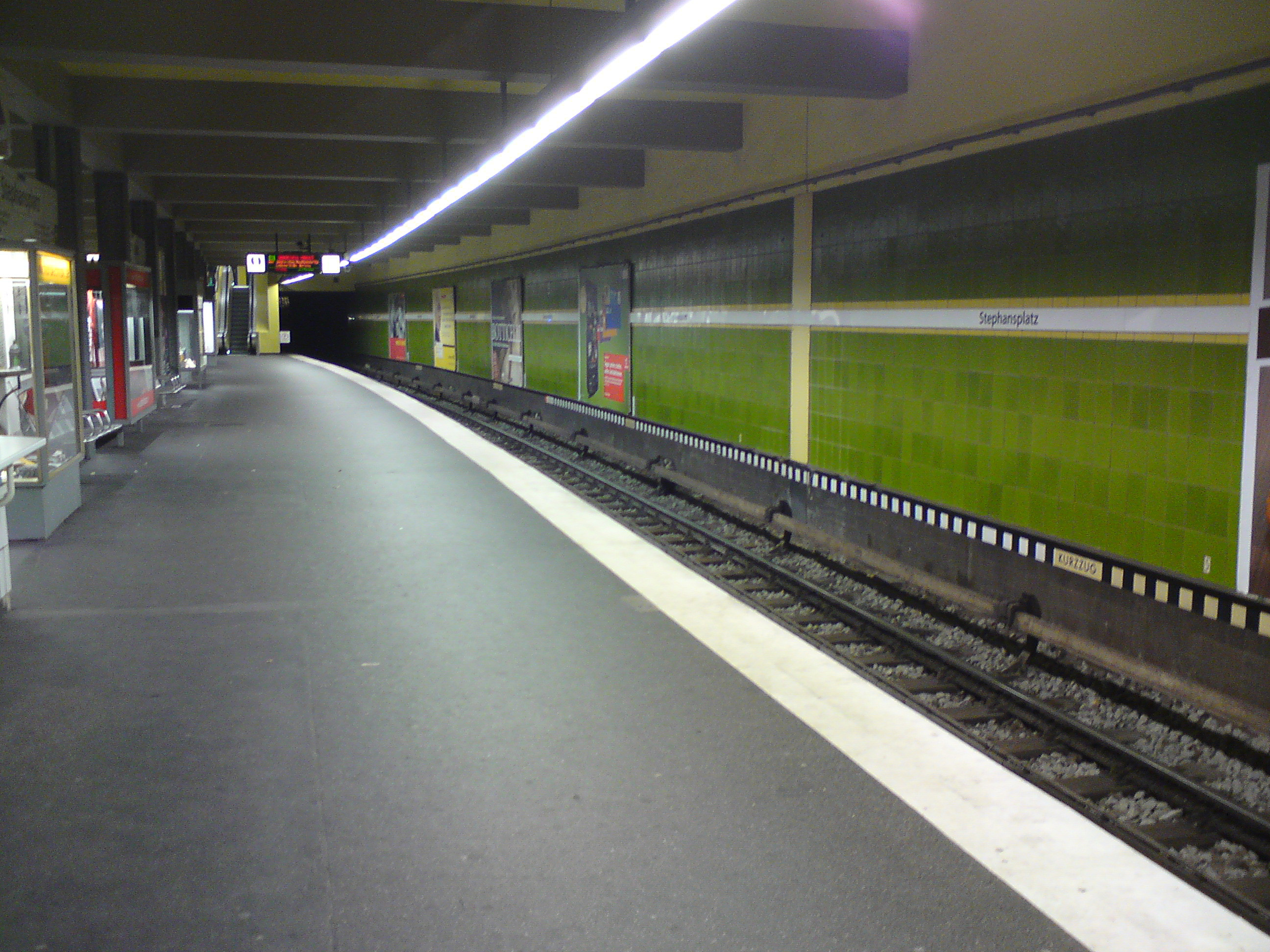
Stephansplatz

## Invigning av stationer
- Norderstedt Mitte 1996
- Richtweg 1996
- Garstedt 1969
- Ochsenzoll 1918
- Kiwittsmoor 1960
- Langenhorn Nord 1919
- Langenhorn Markt 1918
- Fuhlsbüttel Nord 1921
- Fuhlsbüttel 1918
- Klein Borstel 1925
- Ohlsdorf 1914
- Sengelmannstrasse 1975
- Alsterdorf 1914
- Lattenkamp 1914
- Hudtwalkerstrasse 1914
- Kellinghusenstrasse 1912
- Klosterstern 1929
- Hallerstrasse 1929
- Stephansplatz 1929
- Jungfernstieg 1934
- Messberg 1960
- Steinstrasse 1960
- Hauptbahnhof Süd 1960
- Lohmühlenstrasse 1961
- Lübecker Strasse 1961
- Wartenau 1961
- Ritterstrasse 1962
- Wandsbeker Chaussee 1962
- Wandsbek Markt 1962
- Strassburger Strasse 1963
- Alter Teichweg 1963
- Wandsbek Gartenstadt 1918
- Trabrennbahn 1918
- Farmsen 1924
- Oldenfelde 2019
- Berne 1918
- Meiendorfer Weg 1925
- Volksdorf 1918

Mot Ohlstedt:
- Buckhorn 1925
- Hoisbüttel 1925
- Ohlstedt 1925

Mot Grosshansdorf:
- Buchenkamp 1921
- Ahrensburg West 1921
- Ahrensburg Ost 1922
- Schmalenbeck 1921
- Kiekut 1922
- Grosshansdorf 1921